# Thomas Jefferson Cram
Pour les articles homonymes, voir Cram.
Thomas Jefferson Cram (1er mars 1804 - 20 décembre 1883) est un ingénieur servant dans l'US Corps of Topographical Engineers pendant la guerre de Sécession.

## Avant la guerre
Cram naît à Acworth, dans le New Hampshire. Il est diplômé de l'académie militaire de West Point en 1826 et sert sur sa faculté à partir de 1826 à 1836. Après avoir travaillé pour l'industrie du chemin de fer pendant deux ans, il retourne dans l'armée en tant que capitaine en 1838. Affecté comme ingénieur topographique, il travaille sur de nombreux relevés dans le Texas, le haut-midwest et d'autres états de l'ouest.
Dans le Wisconsin et la péninsule supérieure du Michigan, Cram est estimé pour son traité historique en 1840 avec le chef des ojibwas, Ca-sha-o-sha. Dans le cadre du règlement de la « guerre de Toledo », entre le Michigan et l'Ohio, la plupart de la péninsule supérieure du Michigan est accordée au Michigan. Cram mène une exploration de reconnaissance et installe le Mile Corner Zero en 1840 et l'itinéraire de la ligne en 1841. Il fait un traité pour le passage avec le Chef de Ca-Sha-O-Sha et sa bande de ojibwas (Chippewa), près d'un grand mélèze laricin près du Mile Corner Zero à la Brule River. Cet événement et le mélèze laricin qui marque l'endroit du traité, est un point de repère historique du Michigan.
En 1845, il est affecté à Louisville Kentucky pour travailler sur les installations portuaires où il rencontre le futur général confédéré Richard S. Ewell.
De 1855-1858, il est le chef des ingénieurs topographiques pour le département du Pacifique.

## Guerre de Sécession
Dans les premiers mois de la guerre de Sécession (1861), Cram est promu commandant, puis lieutenant-colonel. Il sert comme aide de camp du général Wool de 1861-63 et est engagé dans la campagne de capture de Norfolk, en Virginie, en mai 1862. Le lieutenant colonel Cram est transféré dans le corps du génie de l'armée lorsque les ingénieurs topographes sont dissous en 1863, et est promu colonel à la fin de la guerre en 1865.

## Après la guerre
Après la guerre, il supervise les travaux de construction de fort Wayne ainsi que des études d'amélioration des ports des grands lacs. Plus tard, il est breveté major-général en reconnaissance de son service pendant la guerre, et sert jusqu'à sa retraite en 1869.
Cram meurt à Philadelphie, en Pennsylvanie, où il est enterré.